# Commission des artistes
 (juillet 2014).
Si vous disposez d'ouvrages ou d'articles de référence ou si vous connaissez des sites web de qualité traitant du thème abordé ici, merci de compléter l'article en donnant les références utiles à sa vérifiabilité et en les liant à la section « Notes et références ».
Ne doit pas être confondu avec Commission des artistes (urbanisme).
La Commission des artistes est une des commissions instituée dans la continuité de la révolution française de 1789. Une institution similaire est créée pendant la Commune de Paris : la Fédération des artistes de Paris.
Elle gérait notamment l'organisation d’événements commémoratifs de la révolution
À partir de 1791 s'est posé le problème de la conservation ou de la destruction du palais Gallien. La même année Volney publie Les Ruines, ou Méditation sur les révolutions des empires. La Commission des artistes intervient en l'an IV pour sauver le monument et la commune suspend les opérations. En l'an IX, Louis Combes, architecte des bâtiments civils de la Gironde, remet un rapport au préfet où il demande la conservation du portique au couchant et de la partie elliptique. Les parcelles concernées sont alors expropriées.
La commission des artistes homonyme composée d'architectes et d'urbanistes  réalise un plan qui propose de nouvelles percées dans Paris comprenant notamment un axe est-ouest par une rue longeant les jardins des Tuileries (future rue de Rivoli) raccordée à une rue reliant en ligne droite la grande colonnade du Louvre à la rue Saint-Antoine, se prolongeant par la rue du Faubourg-Saint-Antoine jusqu'à la place de la Nation.

## Membres de la commission
Liste non exhaustive, sur l'ensemble de l'existence de la commission.
- Florentin Servan